# عتبة بن الحباب
عتبة بن الحباب بن المنذر بن الجموح الخزرجي الأنصاري، هُوّ تابعي وشاعر غزل أُمويّ، من الشعراء العشاق، اشتُهِر بقصة عشقه لمحبوبته ريا بنتُ الغطريف السُّلمي، والده هُوّ الصحابي الحباب بن المنذر بن الجموح الأنصاري.

## نسبه
هُوّ عتبة بن الحباب بن المنذر بن الجموح بن زيد بن حرام بن كعب بن غنم بن كعب بن سلمة الخزرجي الأنصاري.

## سيرته
اشتهر عتبة بقصة عشقه لـ ريا بنتُ الغطريف السُّلمي وشِعرهـ فيها، وقصته هذه شَهَد عليها رجلٌ اسمه عبد الله بن معمر القيسي وهُوّ سيد من أسياد العرب وكان بطلاً شجاعاً جواداً كريماً ذا مروءة وافرة، وهو من نقل قصة عتبة مع ريا وشهد على أغلب تفاصيلها وما جرى فيها، وقد روى هذه القصة على لسانه العديد من المؤرخين مِثل ابن القيم في كتابه الجواب الكافي لمن سأل عن الدواء الشافي، وداود الأنطاكي في كتابه تزيين الأسواق في أخبار العشاق، وابن حجة الحموي في طيب المذاق من ثمرات الأوراق، والمحسن بن علي بن محمد بن أبي الفهم التنوخي في كتابه المستجاد من فعلات الأجواد، وابن سعيد المغربي في كتابه المرقصات والمطربات، والإتليدي في كتابه إعلام الناس بما وقع للبرامكة، وزينب فواز في كتابها الدر المنثور في طبقات ربات الخدور، وخير الدين الزركلي في كتابه الأعلام للزركلي، وغيرهم.
ويروي عبد الله بن معمر القيسي أنّه في أحد السنوات قرر أن يذهب إلى الحجاز من أجل الحج وقرر أن يأخذ معه مالاً كثيراً وثروةً طائلة لكي يتصدق بها على الشباب الذين يُريدون الزواج لمساعدتهم بشؤون المهر والتكاليف، وبعد أن انتهى من الحج قرر الذهاب في إحدى الليالي إلى المسجد النبوي لكي يزور قبر النبي محمد، ولمّا ذهب جلس يدعو الله بين القبر والمنبر فإذا به يسمع نحيباً باكياً وأنيناً عالياً وحنيناً بادياً فأنصت أكثر فسمع صوت شجي يقُولُ:
| أشجاكَ نَوْحُ حمائمِ السِّدرِ    |  | فأهَجْنَ منكَ بلابلَ الصَّدرِ  |
| أمْ عَزَّ نَومكَ ذِكرُ غانيةٍ     |  | أهدت إِليكَ وساوسَ الذِكرِ  |
| في ليلةٍ نامَ الخلي بها    |  | وخلوتُ بالأحزان والفِكرِ  |
| يا ليلةً طالتْ على دنِفٍ     |  | يشكو السُّهادَ وقلةَ الصَّبرِ |
| أسلمتَ مَن تهوى لحرِّ جَوًى    |  | مُتوقِّدٍ كتوقُّدِ الجَمرِ      |
| فالبدرُ يشهدُ أنني كلِفٌ     |  | مُغرًى بحبِّ شبيهةِ البدرِ   |
| ما كُنتُ أحسبُني أهِيمُ بحبِّها |  | حتى بُلِيتُ وكنتُ لا أدري  |

ثُمّ انقطع الصوت عن عبد الله بن معمر القيسي فلم يعرف من أي جهة في المسجد أتى هذا الصوت، وبقي حائراً ساعةً ثُمّ عاد صوت البكاء والأنين، وأنشد صاحب الصوت:

| أشجاكَ مِن ريا خيالٌ زائرٌ        |  | والليلُ مُسوَدُّ الذَّوائبِ عَاكِرُ   |
| واغتالَ مُهجَتكَ الهوى بِرَسِيسَةٍ     |  | واهْتاجَ مُقلَتكَ المنامُ الباكِرُ |
| ناديتَ ريا والظلامُ كأنهُ        |  | يَمٌّ تَلَاطَمَ فيهِ موجٌ زَاخِرُ      |
| والبدرُ يسري في السماءِ كأنهُ    |  | ملِكٌ ترجَّلَ والنجومُ عَسَاكِرُ     |
| فإذا تعرضت الثريا خلتها       |  | كأساً به حبب السلافة دائِرُ   |
| فترى بهِ الجَوزاءَ ترقُصُ في الدُّجى |  | رقصَ الحبيبِ عَلَاهُ سُكرٌ ظَاهِرُ   |
| يا ليلُ طُلتَ على مُحِبٍّ ما لَهُ      |  | إلا الصّباحَ مُساعِدٌ ومُؤازِرُ    |
| فأجابني مُت حتفَ أنفكَ واعلَمَنْ    |  | أنَّ الهوى لهوَ الهوانُ الحاضِرُ |

ولمّا سمع عبد الله هذه الأبيات قام فذهب يتعقب الصوت حتى وصل لصاحبه ما آن انتهى من قول الأبيات، فوجده شاباً وسيماً كادت تجف دموعه من البكاء ويصف عبد الله منظر عتبة عندما قابله لأوَّل مرة: «رأيتُ غُلاماً في مقتبل شبابه لما بقل عذاره، قد خرق الدمع في خده خرقين»، فسلم عليه فرد عليه عتبة السلام بلا مبالاة، فقال له عبد الله: «نعمت ظلاماً!»، فرد عتبة: «وأنت نعمت ظلاماً، فمن أنتَ ؟»، ونعمت ظلاماً تعني مساء الخير في لغة اليوم، أخبره عبد الله باسمه، فقال له عتبة: «ألكَ حاجةً ؟»، فقال عبد الله: «إني كنتُ جالساً في الروضة فما راعني في هذه الليلة إلا صوتك، فبنفسي أقيكَ وبروحي أفديكَ وبمالي أواسيكَ ما الذي تجدهـ ؟ ومما تشكو ؟»، فرد عتبة: «إن كان ولا بد فاجلس!»، يقصد إن كان لا بد أن تعرف فاجلس فجلس عبد الله، فأكمل عتبة: «أنا عتبة بن الحباب بن المنذر بن الجموح الأنصاري، غدوتُ يوماً إلى مسجد الأحزاب فبقيت ساجداً راكعاً أُصلي، ثم اعتزلت غير بعيد، فإذا نسوةٍ يتهادين كأنهن القطا، وفي وسطهن فتاة بديعة الجمال في نشبها، كاملة الملاحة في عصرها، نورها يسطع، وطيبها يتضوع، فوقفت عليَّ، فقالت: يا عتبة، ما تقول في وصل من يطلب وصلك ؟ ثم تركتني وذهبت، فلم أسمع لها خبراً، ولا قفوت لها أثراً، فأنا حيران أنتقل من مكانٍ إلى مكان»، وقصدت الفتاة بسؤالها ماذا ستفعل مع من تُريد حبك والقرب منك.
وما آن قال عتبة قصته لعبد الله صرخ صرخةً عظيمةً فطاح مُغشياً عليه، ثُمّ أفاق بعد ساعة، ويقُولُ عبد الله في وصف حال عتبة عندما قام من إغماؤهـ: «ثم أفاق بعد ساعة فكأنما صُبِغت ديباجته بوَرْسٍ!»، والديباجة هيّ الخد أو الوجنة، والوَرْس هُوّ نبات لونه أحمر كان العرب قديماً يستعملونه لتلوين الملابس الحريرية، لاحتوائه على مادة حمراء.
ولمّا أفاق عتبة أنشأ شعراً يقول فيه:

| أراكُم بقلبي مِن بلادٍ بعيدةٍ |  | فيا هل تروني بالفؤادِ على بعدِي ؟ |
| فؤادي وطرفي يأْسَفانِ عليكُمُ  |  | وعندكُمْ روحي وذِكرُكُم عندِي         |
| ولستُ ألذَّ العيشَ حتى أراكُمُ  |  | ولو كُنتُ في الفردوسِ أو جنةِ الخُلدِ |

فقال له عبد الله: «يا ابن أخي، تُب إلى ربك واستغفره من ذنبك، فإنَّ بين يديك هول المطلع وشر المضجع»، فرد عتبة: «هيهات هيهات ما أنا بِسَالٍ حتى يؤوب القارظان». وبعد ذلك بقي عبد الله معه يواسيه حتى طلع الصبح، ثُمّ قال لعتبة: «قُم بنا إلى مسجد الأحزاب، فلعل الله أن يكشف كربتك!»، فقال عتبة: «أرجو ذلك ببركة طلعتك إن شاء الله تعالى».
فقام عبد الله مع عتبة وذهبا مُتوجهين إلى مسجد الأحزاب إذ أن ذهبا إلى المسجد قد يُقابلون الفتاة أو يعرفون عنها شيئاً، وخلال الطريق أنشد عتبة:

| يا للرّجالِ ليومِ الأربعاءِ أما   |  | يَنفَكُّ يُحدِثُ لي بعد النُّهى طرباً  |
| ما إن يزالُ غزالٌ منهُ يقتُلني    |  | يأتي إلى مسجدِ الأحزابِ مُنتَقِباً |
| يُخبِرُ الناسَ أنَّ الأجرَ هِمَّتهُ      |  | وما أتى طالباً للأجرِ مُحتسِباً   |
| لو كانَ يَبغي ثواباً ما أتى صَلَفاً |  | مُضَمِّخًا بفَتِيتِ المِسكِ مُختَضِباً     |

وعندما وصلا إلى مسجد الأحزاب جلسا فيه حتى أتى موعد صلاة الظهر فصلوا مع المصلين وخلال ذلك جاءت النساء اللاتي قابلهن عتبة ولم يرى بينهن الفتاة، ثُمّ أقبلن النسوة على عتبة وعبد الله حتى وقفن أمامهم، وقلن لعتبة: «يا عُتبة ما ظنك بطالبة وصلك، وكاسفة بالك ؟»، فسألهن عتبة: «وما بالها ؟»، فردت إحداهن عليه: «أخذها أبوها وسافر بها إلى السماوة»، فسألهن عبد الله عن اسم الفتاة، فردن عليه: «هيّ ريا بنتُ الغطريف السُّلمي»، وريا هذه شاعرة من شاعرات العصر الأموي كانت ذات جمال باهر وأدب ظاهر ولها معرفة بأشعار العرب، وكانت تقول الشعر الجيد.
بعد أن عرف عتبة اسمها كاملاً رفع رأسه إلى النساء وقال:

| خَليليَّ! ريّا قَد أُجِدَّ بِكُورِها        |  | وسارَتْ إلى أرضِ السماوةِ غَيرُهَا        |
| خَليليَّ ما تقضي به أُم مالك        |  | علي فما يعدو علي أميرها            |
| خَليليَّ إنّي قد غشيت من كثرة البُكى |  | فَهَل عند غيري مُقْلَةٌ وعبرةٌ أستعِيرُها ؟ |

فقال له عبد الله: «يا عُتبة إنّي قد أتيتُ الحجاز بمالٍ جزيلٌ وطرف وتحف وقماش ومتاع أُريدُ به أهل السِتر، ووالله لأبذلنه أمامك حتى تبلغ رضاك وفوق الرضا، قُم بنا إلى مجلس الأنصار»، وقد قصد أنّه أتى إلى الحجاز ومعه أموال لمُساعدة الشباب الذين يبتغون الزواج والستر عن طريق دفع مهورهم، فقرر عبد الله أن يصرف ماله هذا لكي يزوج ريا من عُتبة، ثُمّ ذهب مع عتبة إلى مكانٍ يجتمع فيه الأنصار الأوس والخزرج، ولما وصلوا هناك وجدوا جماعةً منهم فسلموا عليهم فقال عبد الله: «أيها الملأ، ما تقولون في عتبة وأبيه ؟»، فقالوا: «خيرٌ ابن خيرٌ وسيدٌ ابن سيدٌ من سادات العرب»، فأكمل عبد الله: «إنّهُ قد ابتُليَّ بالعشق ورُميَّ بداهيةٍ من الهوى، وما أُريدُ منكم إلا المساعدة للسفر إلى السماوة»، فردوا: «سمعاً وطاعةً»، فساعدهم الأنصار وجهزوا لهم عدة السفر، فركب عبد الله وعُتبة ومن أتى معهم من الأنصار راحلاتهم، فسافروا حتى وصلوا إلى العراق، فنزلوا عند أحياء ومنازل قبيلة بني سليم فسألوا الناس: « أين منزل السيد الغطريف ؟»، فأخبر الناس الغطريف بمن يسأل عنه فاستقبلهم وقال: «حييتم بالإكرام، وحبيتم بأفضل الأنعام»، فقالوا: «وأنت حييتَ وحبيتَ، إننا لك أضياف!»، أي نحنُ ضيوف، فقال: «نزلتم أفضل منزل، وحللتم أكرم معقل»، ثُمّ نادى: «يا معشر العبيد أنزلوا القوم»، ثُمّ فرش الغطريف لهم الأنطاع والنمارق والزرابي فنزلوا فأمر الغطريف بذبح الذبائح ونحر النحائر وإعداد الطعام لهم، فقال عبد الله: «يا سيد القوم لسنا بذائقين لك طعاماً حتى تقضي حاجتنا، وتردنا بمسرتنا»، أي لن نأكل طعاماً في بيتك حتى تعطينا ما نُريد، فقال الغطريف: «وما حاجتكم ؟»، فقال الأنصار: «نخطب عقيلتك الكريمة لعتبة بن الحباب بن المنذر بن الجموح الطيب العنصر، الحالي المفخر»، فقال الغطريف: «يا أخوتاه إنَّ التي تخطبونها أمرها إلى نفسها، وها أنا ذا أدخل أخبرها»، أي أن ريا تقرر بنفسها ما إذا أرادت عتبة والأمر لها، فدخل الغطريف غاضباً ليخبر ريا وكان غاضباً لأنّه هُناك من أخبره عن حُبّ ريا لعتبة وعن لقاؤها معه في مسجد الأحزاب وعن تشبيب عتبة بها في شِعرهـ، فلمّا رأت ريا الغضب في وجه أبيها قالت له: «يا أبتِ ما لي أرى الغضب في وجهك ؟»، فقال: «قد أتى الأنصار يخطبونكِ مني»، فردت ريا: «سادات كِرام، أبطال عظام، استغفر لهم النبي ﷺ فلمن الخطبة منهم ؟»، فقال: «لفتى يُعرف بـ عتبة بن الحباب»، فردت تمدح عتبة: «والله سمعتُ عن عتبة هذا، إنه يَفي بما وعد، ويدرك إذا قصد، ويأكل ما وجد، ولا يسأل عما فقد»، فقال والدها: «أقسمتُ لا أزوجنك به أبداً، فقد نمى إليَّ بعض حديثكِ معه!»، أي أنّه يعرف ما بينها وبينه وقد وصل إليه تشبيب عتبة بها وحديثها مع عتبة، فأنكرت ريا الأمر وقالت: «ما كان ذلك، ولكن إذا أقسمت فإن الأنصار لا يُرَدُّونَ رداً قبيحاً، فأحسِّن لهم الرد»، أي إذا أقسمت بالله على ألا تزوجني له فلا ترد وترفض طلب الأنصار هكذا فإنهم صحابة أحفاد صحابة لا يتم رفضهم هكذا فإن أردت ردهم فإرفضهم بأدبٍ، فسألها أبيها: «بأي شيء ؟»، أي كيف أردهم بدون رفض، فقالت: «أغلِظ عليهم المَهر، فإنَّهم يَرجِعونَ ولا يُجِيبُونَ»، أي اطلب منهم مهراً كبيراً تعجيزياً حتى يرفضون بدل أن ترفضهم، فقال أبيها: «ما أَحسَنَ مَا قُلتِ!»، ثُمّ ذهب إليهم، وقال: «إنَّ فتاة الحي أجابت ولكن أريد لها مهرٌ مثلها، فمن القائم به ؟»، أي أن الفتاة وافقت على الزواج ولكن يريد مهراً تستحقه فتاة مثلها وسأل عن من سيدفع المهر، فرد عبد الله بن معمر القيسي: «أنا، فقُل ما شئت»، فقال الغطريف: «أُريد ألف مثقالٌ من الذهب الأحمرِ»، فقال عبد الله: «لك ذلك!»، فأكمل الغطريف: «وأريد خمسة آلاف درهم من ضرب هجر»، فقال عبد الله: «لك ذلك!»، فأكمل الغطريف: «وأريد مائة ثوب من الابراد والحبر»، فقال عبد الله: «لك ذلك!»، فأكمل الغطريف: «وأريد عشرين ثوباً من الوشي المطير»، فقال عبد الله: «لك ذلك!»، فأكمل الغطريف: «وأريد عقداً من الجوهر»، فقال عبد الله: «لك ذلك!»، فأكمل الغطريف: «وأريد خمسة أكرشة من العنبر»، فقال عبد الله: «لك ذلك!»، فزاد الغطريف بالمهر: «وأريد عشرين نافجة من المسك الأذفر»، فقال عبد الله: «لك ذلك! فهل أجبت ؟»، أي هل وافقت على الزواج، فرد الغطريف على مضضٍ: «أجل!».
ثُمّ أرسل عبد الله بن معمر القيسي رجلاً من الأنصار إلى المدينة المنورة لكي يحضروا المهر من ماله الذي أحضره معه للحجاز، وذُبِح الغنم واحتفل الناس بخطبة عتبة لريا، وظلوا عبد الله وعتبة والأنصار يُقيمون عند بني سليم ويحتفلون ويستعدون للزواج أربعين يوماً ثُمّ تزوج عتبة من ريا، وبعد ذلك مُباشرة قال لهم الغطريف: «خذوا فتاتكم وانصرفوا مصاحبين»، أي خذوا ريا إلى بيت زوجها في المدينة المنورة فحُمِلت ريا على هودج، وجهزها عبد الله بن معمر القيسي قبل أن تذهب إلى بيت عتبة بثلاثين حيوان يحملون على ظهورهم من التحف والطرف والمتاع والملابس والمجوهرات شيءٌ كثير، فودعوا والدها ثُمّ سار عبد الله وعتبة وريا ومن معهم إلى المدينة المنورة فلمّا كادوا أن يصلوا إلى المدينة ولم يبقى بينهم وبين المدينة إلا مرحلة واحدة، أتى إليهم قطاع طرق يُريدون الغارة والهجوم عليهم، ويقُولُ عبد الله راوي القصة: «خرجت علينا خيل تريد الإغارة، وأحسب أنها بني سليم أتت بأمرٍ من الغطريف!»، أي أنّه يظن أنَّ من هجم عليهم قد يكونون من قبيلة بني سليم وأنَّ الغطريف الذي أُجبِر على تزويج ابنته من عتبة قد أرسلهم لكي يهجمون عليهم وقال أحسب أي غير متأكد من الأمر.
قاتلهم عتبة بشجاعة وقتل منهم عدة رجال، ثُمّ عاد عتبة بفرسه وفي نحرهـ طعنة تفور دماً ثُمّ سقط على الأرض من على فرسه، فقام الناس الذين يعيشون هُناك لنصرتهم فهرب أولئك الفُرسان فاجتمع الناس حول عتبة فإذا به قد قُتِل بسبب جرحه فصرخ عبد الله بن معمر القيسي: «واعتبتاه!»، فسمعته ريا فرمت نفسها من الهودج إلى عتبة وبقيت تحتضنه وتبكي بحرقة وتقُولُ:

ثُمّ شهقت ريا شهقة واحدة وماتت مُباشرة، فقام عبد الله والناس الموجودين بتغسيلهم وتكفينهم وحفروا قبراً واحداً ودفنوا عتبة وريا فيه معاً، ثُمّ عاد عبد الله بن معمر القيسي إلى ديار قومه وبعد سبع سنين عاد عبد الله إلى الحجاز فزار المدينة المنورة، فقال: «والله لآتين قبر عتبة أزوره»، فذهب لزيارة قبر عتبة وريا فإذا به يرى شجرة نابتة على قبرهما عليها عصائب حمر وصفر وخضر، فقال للقوم الذين يعيشون قريباً من القبر: «ما يُقال لهذه الشجرة ؟»، أي ما هو اسمها، فقالوا: «شجرة العروسين!»، ثُمّ بقيَّ عبد الله عند قبرهما يوماً وليلة كاملين وبعد ذلك تركهما وذهب، يقُولُ عبد الله في آخر قصته: «فأقمت عند القبر يوماً وليلة، ثم انصرفت فكان آخر العهد بعتبة والسلام».